# جاركو لين
جاركو لين (بالفنلندية: Jarkko Laine)‏ هو مترجم وكاتب وشاعر فنلندي، ولد في 17 مارس 1947 في توركو في فنلندا، وتوفي بنفس المكان في 19 أغسطس 2006.

## وصلات خارجية
- جاركو لين على موقع IMDb (الإنجليزية)
- جاركو لين على موقع ميوزك برينز (الإنجليزية)
- جاركو لين على موقع ميوزك برينز (الإنجليزية)
- جاركو لين على موقع ديسكوغز (الإنجليزية)